# Knut Brynildsen
Knut Brynildsen (Fredrikstad, 23 juli 1917 – 15 januari 1986) was een Noors voetballer die gedurende zijn carrière als aanvaller speelde voor Fredrikstad FK. Hij overleed op 68-jarige leeftijd.

## Interlandcarrière
Knut Brynildsen, bijgenaamd "Bryna", nam met het Noors voetbalelftal deel aan het WK voetbal 1938. Daar werd de ploeg onder leiding van bondscoach Asbjørn Halvorsen in de achtste finales uitgeschakeld door de latere wereldkampioen Italië (2-1). In totaal speelde Brynildsen achttien interlands voor zijn vaderland, en scoorde hij tien keer in de periode 1935-1948.

## Erelijst
Fredrikstad FK
- Noors landskampioen

1938, 1939, 1949
- Beker van Noorwegen

1935, 1936, 1938, 1940